# Vacuna de Johnson & Johnson contra la COVID-19
La vacuna de Janssen contra el COVID-19, cuyo nombre comercial es Jcovden (de nombre en clave Ad26.COV2.S), es una vacuna de vector viral de adenovirus humano desarrollada por la empresa neerlandesa Janssen Vaccines, y su empresa matriz belga Janssen Pharmaceutica, subsidiaria de la empresa estadounidense Johnson & Johnson (J&J).
La vacuna se basa en un adenovirus humano que ha sido modificado para contener el gen que produce la proteína de pico del virus SARS-CoV-2 que causa el COVID-19. El sistema inmunológico del cuerpo responde a esta proteína de pico para producir anticuerpos. La vacuna requiere solo una dosis y no necesita almacenarse congelada.
La vacuna comenzó los ensayos clínicos en junio de 2020, con ensayos de fase III en los que participaron alrededor de 43 000 personas. El 29 de enero de 2021, Janssen anunció que la vacuna tenía una eficacia del 66% en un régimen de una dosis para prevenir el COVID-19 sintomático, con una eficacia del 85% en la prevención del COVID-19 grave. Los efectos secundarios más comunes fueron dolor en el lugar de la inyección, dolor de cabeza, fatiga, dolores musculares y náuseas. La mayoría de estos efectos secundarios fueron de gravedad leve a moderada y duraron uno o dos días.
La vacuna ha recibido una autorización de uso de emergencia de la Administración de Medicamentos y Alimentos de los Estados Unidos y una autorización de comercialización condicional de la Agencia Europea de Medicamentos.

## Usos clínicos
La vacuna de Johnson & Johnson para la COVID-19 se usa para proporcionar protección ante una infección del virus SARS-CoV-2 con el objetivo de prevenir la COVID-19 en sujetos de dieciocho o más años de edad.
Se administra en una sola dosis inyectada en la parte superior del brazo, inferior a la altura del hombro (músculo deltoides).
Los datos sobre el uso de la vacuna COVID-19 Vaccine Janssen durante el embarazo son muy limitados, si bien los estudios realizados en animales no demuestran ningún efecto perjudicial. La decisión de administrar la vacuna a mujeres embarazadas debe adoptarse previa consulta con un profesional sanitario y tras considerar los riesgos y beneficios.

## Descripción
Esta vacuna se basa en una tecnología similar a la Sputnik V y la vacuna AstraZeneca. El uso de adenovirus humano es más similar a la de Sputnik V, pero según los primeros ensayos clínicos podría ser menos eficaz. La vacuna Johnson & Johnson contra la COVID-19 consiste en un vector de adenovirus recombinante de tipo 26 (Ad26) de replicación incompetente que expresa la proteína pico (S) del síndrome respiratorio agudo severo del coronavirus 2 (SARS-CoV-2) en una conformación estabilizada.
La versión estabilizada de la proteína de pico, que incluye dos mutaciones en las que los aminoácidos regulares se reemplazan con prolina, fue desarrollada por investigadores del Centro de Investigación de Vacunas del Instituto Nacional de Alergias y Enfermedades Infecciosas y la Universidad de Texas en Austin. La vacuna también contiene los siguientes ingredientes inactivos: ácido cítrico monohidrato, citrato trisódico dihidrato, etanol (alcohol), 2-hidroxipropil-β-ciclodextrina (HBCD) (hidroxipropil betadex), polisorbato 80, cloruro de sodio, hidróxido de sodio y ácido clorhídrico.

## Características
La vacuna de Johnson & Johnson contra la COVID-19 puede permanecer viable durante meses en un refrigerador estándar. A diferencia de la vacuna Pfizer – BioNTech contra la COVID-19 y la vacuna de Moderna contra la COVID-19, la vacuna Johnson & Johnson contra la COVID-19 se administra en una sola dosis en lugar de dos dosis separadas y no se envía congelada. Un vial contiene cinco dosis, pero el contenido de un vial no debe mezclarse con el de otros viales.
La información sobre el almacenamiento y la manipulación de la hoja informativa reemplaza la información sobre el almacenamiento y la manipulación de las etiquetas de las cajas y los viales. La vacuna no debe almacenarse congelada. Los viales no perforados se pueden almacenar entre 9 y 25 °C (48 a 77 °F) hasta por doce horas.

## Efectos adversos
Los efectos secundarios más comunes fueron dolor en el lugar de la inyección, dolor de cabeza, fatiga, dolores musculares y náuseas. La mayoría de estos efectos secundarios ocurrieron uno o dos días después de la vacunación, fueron de intensidad leve a moderada y duraron de uno a dos días.
El 13 de abril de 2021, los Centros para el Control y Prevención de Enfermedades (CDC) y la Administración de Alimentos y Medicamentos (FDA) de EE. UU. Anunciaron que investigarían seis casos "extremadamente raros" de trombosis del seno venoso cerebral con niveles bajos de plaquetas en sangre que experimentan mujeres que habían recibido recientemente la vacuna en los Estados Unidos. Al 13 de abril de 2021, más de 7 millones de personas habían recibido la vacuna de Janssen en los Estados Unidos. Tras una revisión de seguridad, la Agencia Europea de Medicamentos concluyó el 20 de abril de 2021 que existía un posible vínculo con casos muy raros de coágulos sanguíneos inusuales con plaquetas bajas y decidió incluir esta afección como efectos secundarios muy raros de la vacuna. La EMA confirmó que los beneficios generales de la vacuna en la prevención de resultados graves de la COVID-19 superaban los riesgos de efectos secundarios.

## Desarrollo
Durante la pandemia de COVID-19, Johnson & Johnson comprometió más de mil millones de dólares para el desarrollo de una vacuna sin fines de lucro en asociación con la Oficina del Subsecretario de Preparación y Respuesta de la Autoridad de Investigación y Desarrollo Biomédico Avanzado (BARDA) del Departamento de Salud y Servicios Humanos de los Estados Unidos (HHS). Johnson & Johnson declaró que su proyecto de vacuna sería "a un nivel sin fines de lucro", ya que la compañía lo veía como "la mejor y más rápida manera de encontrar todas las colaboraciones en el mundo para que esto suceda".

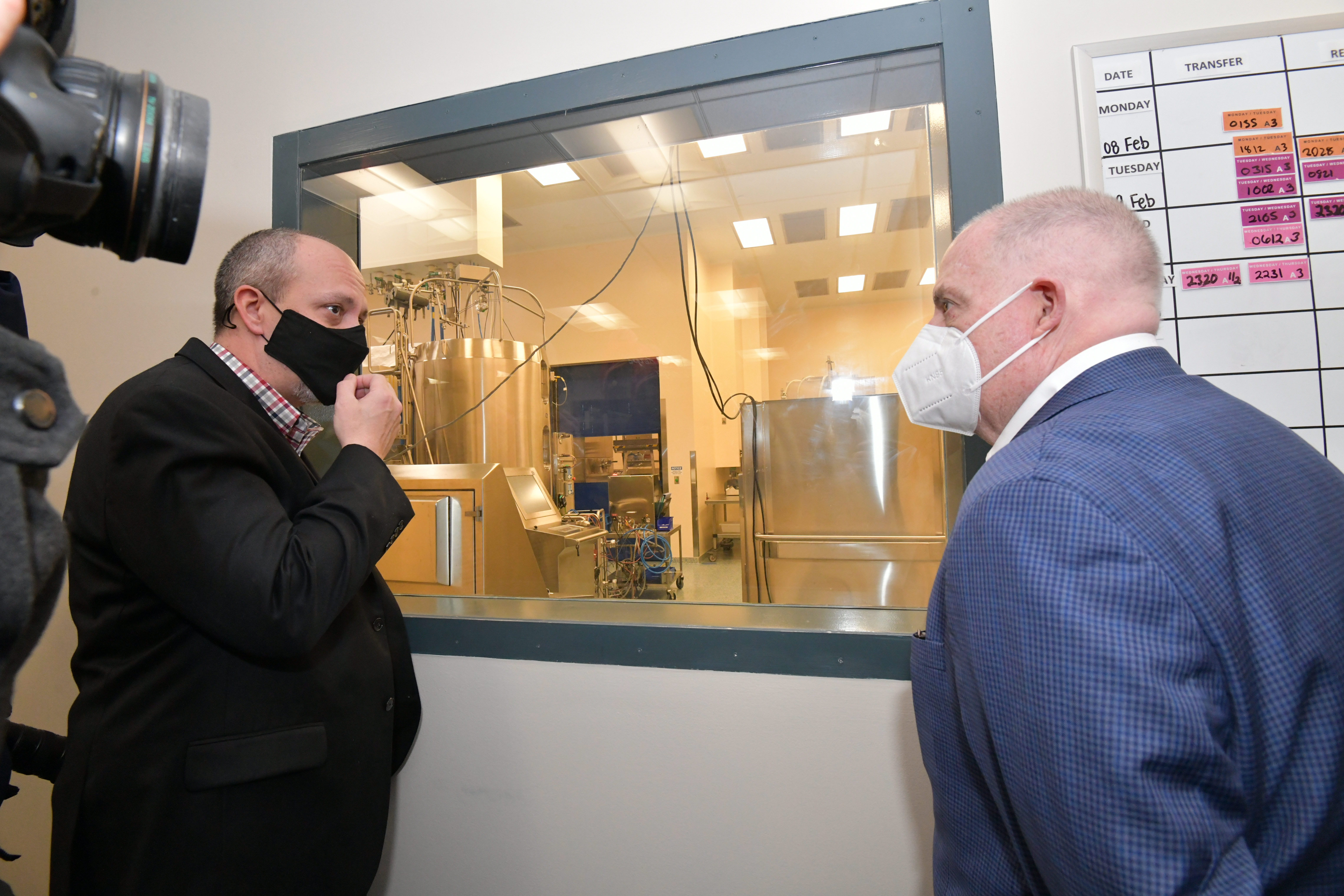
Dentro de una instalación de Emergent BioSolutions donde, en colaboración con Johnson & Johnson, se producen vacunas.

Janssen Vaccines, en asociación con Beth Israel Deaconess Medical Center (BIDMC), es responsable de desarrollar la vacuna candidata, basada en la misma tecnología utilizada para fabricar su vacuna contra el ébola.

### Ensayos clínicos

#### Fases I-II
En junio de 2020, Johnson & Johnson y el Instituto Nacional de Alergias y Enfermedades Infecciosas (NIAID) confirmaron su intención de iniciar ensayos clínicos de la vacuna Ad26.COV2.S en septiembre de 2020, con la posibilidad de ensayos clínicos en humanos de fases I-II comenzando a un ritmo acelerado en la segunda quincena de julio.
Un ensayo clínico de fases I-II comenzó con el reclutamiento del primer sujeto el 15 de julio de 2020 e inscribió a participantes del estudio en Bélgica y los Estados Unidos. Los resultados provisionales del ensayo de fases I-II establecieron la seguridad, reactogenicidad e inmunogenicidad de Ad26.COV2.S. Con una dosis, después de 29 días, la vacuna aseguró que el 90 por ciento de los participantes tuvieran suficientes anticuerpos necesarios para neutralizar el virus. Después de 57 días, ese número alcanzó el 100 por ciento.

#### Fase III
Un ensayo clínico de fase III llamado tite ENSEMBLE inició la inscripción en septiembre de 2020 y completó la inscripción el 17 de diciembre de 2020. Fue diseñado como un ensayo clínico aleatorizado, doble ciego y controlado con placebo diseñado para evaluar la seguridad y eficacia de una dosis única de vacuna versus placebo en adultos mayores de 18 años. Los participantes del estudio recibieron una única inyección intramuscular de Ad26.COV2.S a un nivel de dosis de 5 × 1010 partículas de virus el día uno. El ensayo se detuvo el 12 de octubre de 2020 porque un voluntario se enfermó, pero la compañía dijo que no encontró evidencia de que la vacuna hubiera causado la enfermedad y anunció el 23 de octubre de 2020 que reanudaría el ensayo. El 29 de enero de 2021, Janssen anunció datos de seguridad y eficacia de un análisis intermedio de los datos del ensayo ENSEMBLE, que demostraron que la vacuna tenía una efectividad del 66% para prevenir los criterios de valoración combinados de la COVID-19 moderado y grave a los 28 días después de la vacunación entre todos los voluntarios. El análisis intermedio se basó en 468 casos de COVID-19 sintomático entre 43 783 voluntarios adultos en Argentina, Brasil, Chile, Colombia, México, Perú, Sudáfrica y Estados Unidos. No se notificaron muertes relacionadas con la COVID-19 en el grupo de la vacuna, mientras que cinco muertes en el grupo de placebo estuvieron relacionadas con la COVID-19. Durante el ensayo, no se observó anafilaxia en los participantes.
Un segundo ensayo clínico de fase III llamado ENSEMBLE 2 inició la inscripción el 12 de noviembre de 2020. ENSEMBLE 2 se diferencia de ENSEMBLE en que los participantes del estudio recibieron dos inyecciones intramusculares (IM) de Ad26.COV2.S, una el día 1 y la siguiente el día 57.

### Fabricación
En abril de 2020, Johnson & Johnson se asoció con Catalent, quien proporcionaría la fabricación a gran escala de la vacuna de Johnson & Johnson en las instalaciones de Catalent en Bloomington, Indiana. En julio de 2020, la asociación se amplió para incluir las instalaciones de Catalent en Anagni, Italia.
En julio de 2020, Johnson & Johnson se comprometió a entregar hasta 300 millones de dosis de su vacuna a los EE. UU., Con 100 millones por adelantado y una opción por 20 millones más. El acuerdo, valorado en más de mil millones de dólares, será financiado por la Autoridad de Desarrollo e Investigación Biomédica Avanzada (ADIBA) y el Departamento de Defensa de Estados Unidos. El trato se confirmó el 5 de agosto.
En septiembre de 2020, Grand River Aseptic Manufacturing acordó con Johnson & Johnson apoyar la fabricación de la vacuna, incluida la transferencia de tecnología y la fabricación de llenado y acabado, en sus instalaciones de Grand Rapids, Míchigan.
En diciembre de 2020, Johnson & Johnson y Reig Jofre, una empresa farmacéutica española, firmaron un acuerdo para fabricar la vacuna en las instalaciones de Reig Jofre en Barcelona. Si la Agencia Europea de Medicamentos (EMA) otorgaba la aprobación a la vacuna para marzo de 2021, un regulador de la Unión Europea dijo que Johnson & Johnson podría comenzar a suministrar vacunas a los estados de la UE a partir de abril de 2021. A partir del segundo trimestre de 2021, la fábrica produciría 50 millones de dosis de vacuna COVID-19 al año.
En agosto de 2020, Johnson & Johnson firmó un contrato con el gobierno federal de los EE. UU. Por $1 mil millones, acordando entregar 100 millones de dosis de la vacuna a los EE. UU. Después de la concesión de aprobación o autorización de uso de emergencia de la Administración de Medicamentos y Alimentos de EE. UU. para la vacuna. Según su acuerdo con el gobierno de EE. UU., Johnson & Johnson tenía como objetivo producir 12 millones de dosis para fines de febrero de 2021, más de 60 millones de dosis para fines de abril de 2021 y más de 100 millones de dosis para fines de junio de 2021. Sin embargo, en enero de 2021, Johnson & Johnson reconoció que las demoras en la fabricación probablemente le impedirían cumplir con su contrato de 12 millones de dosis entregadas a los Estados Unidos para fines de febrero. Sin embargo, en febrero de 2021, en un testimonio ante el Congreso de un ejecutivo de la compañía, Johnson & Johnson indicó que la compañía podría entregar 20 millones de dosis al gobierno de los EE. UU. Para fines de marzo y 100 millones de dosis en la primera mitad de 2021.
En febrero de 2021, Sanofi y Johnson & Johnson llegaron a un acuerdo para que Sanofi proporcionara soporte e infraestructura en las instalaciones de Sanofi en Marcy-l'Étoile, Francia, para fabricar aproximadamente 12 millones de dosis de la vacuna Johnson & Johnson por mes una vez autorizadas.
En marzo de 2021, Merck & Co y Johnson & Johnson llegaron a un acuerdo para que Merck fabrique la vacuna de Johnson & Johnson en dos instalaciones en los Estados Unidos para ayudar a expandir la capacidad de fabricación de la vacuna utilizando las disposiciones de la Ley de Producción de Defensa. Ese mismo mes, un error humano en una planta administrada por Emergent BioSolutions en Baltimore resultó en el deterioro de hasta 15 millones de dosis de la vacuna Johnson & Johnson. El error, que se detectó antes de que las dosis salieran de la planta, retrasando los envíos esperados de la vacuna de Johnson & Johnson dentro de los Estados Unidos. Como el error había involucrado la combinación de ingredientes de la vacuna de Johnson & Johnson con la vacuna de AstraZeneca, la administración de Biden le dio el control de la planta a Johnson & Johnson y dijo que la planta solo debería producir la vacuna Johnson & Johnson para evitar más confusiones.

## Proceso de aprobación regulatoria

Países que aprobaron la vacuna de Johnson & Johnson.

### Unión Europea
A partir del 1 de diciembre de 2020, el ensayo clínico de la vacuna candidata ha sido sometido a un proceso de "revisión continua" por parte del Comité de Medicamentos de Uso Humano de la Agencia Europea de Medicamentos (EMA), un paso para acelerar la consideración de la EMA de una comercialización condicional esperada. Solicitud de autorización. El 16 de febrero de 2021, Janssen solicitó a la EMA una autorización de comercialización condicional de la vacuna. La Comisión Europea aprobó la vacuna contra la COVID-19 de Janssen el 11 de marzo de 2021. Está previsto que los envíos de la vacuna comiencen en la segunda quincena de abril, con el compromiso de entregar al menos 200 millones de dosis a la UE en 2021.
En abril de 2021, se informó que la Unión Europea no renovaría los contratos para la compra de la vacuna de la farmacéutica estadounidense  Janssen-Johnson & Johnson Ad26.COV2.S, debido a los efectos secundarios poco frecuentes de trombosis venosa experimentados por algunos vacunados.

### Estados Unidos
El 4 de febrero de 2021, Janssen Biotech solicitó a la Administración de Medicamentos y Alimentos de los Estados Unidos (FDA) aprobación para su vacuna, y la FDA anunció que su Comité Asesor de Vacunas y Productos Biológicos Relacionados (CAVPBR) se reuniría el 26 de febrero para considerar la solicitud. Johnson & Johnson anunció que planeaba enviar la vacuna inmediatamente después de la autorización. El 24 de febrero, antes de la reunión del CAVPBR, se emitieron documentos informativos de Janssen y la FDA; el documento de la FDA recomienda otorgar autorización a la vacuna, concluyendo que los resultados de los ensayos clínicos y los datos de seguridad son consistentes con la guía de la FDA para las vacunas contra la COVID-19. En la reunión del 26 de febrero, el CAVPBR votó por unanimidad (22-0) para recomendar que se emitiera un permiso para la vacuna. La FDA otorgó el permiso para la vacuna al día siguiente. El 28 de febrero, el Comité Asesor de Prácticas de Inmunización (CAPI) de los CDC recomendó el uso de la vacuna para las personas mayores de 18 años.
El 13 de abril de 2021, los CDC y la FDA emitieron una declaración conjunta recomendando que se suspendiera el uso de la vacuna Johnson & Johnson, debido a los informes de seis casos de trombosis del seno venoso cerebral, un coágulo de sangre "raro y grave", en combinación con bajos niveles de plaquetas en sangre (trombocitopenia), en seis mujeres de entre 18 y 48 años que habían recibido recientemente la vacuna. Los síntomas se presentaron de 6 a 13 días después de haber recibido la vacuna, y se informó que una mujer había muerto y una segunda mujer había sido hospitalizada en estado crítico. Las agencias declararon que estos eventos adversos "parecen ser extremadamente raros", pero que el ACIP se reuniría el 14 de abril para investigar los informes. El panel que se reunió el miércoles para revisar los datos de la vacuna terminó sin votar sobre una nueva recomendación, dejando la pausa en su lugar, ya que varios médicos del comité indicaron que no se sentían cómodos recomendando que se levantara la pausa o recomendando que se administrara solo a una edad específica o grupos de género sin más datos, volverán a reunirse en una semana a 10 días para tomar una decisión final.
El 23 de abril, la FDA y los CDC determinaron que la pausa recomendada con respecto al uso de la vacuna contra la COVID-19 de Johnson & Johnson (Janssen) en los EE. UU. Se debe suspender y se debe reanudar el uso de la vacuna. La EUA y las hojas informativas se actualizaron para mencionar los riesgos del síndrome de trombosis-trombocitopenia (STT).

### Otras Autorizaciones
El 11 de febrero de 2021, San Vicente y las Granadinas emitió una aprobación para la vacuna de Johnson & Johnson, así como para la vacuna de Moderna, la vacuna de Pfizer-BioNTech, la vacuna Sputnik V y la vacuna de Oxford-AstraZeneca.
En diciembre de 2020, Johnson & Johnson celebró la firma de un acuerdo con GAVI, la Alianza de Vacunas para respaldar al mecanismo COVAX. El 19 de febrero de 2021, Johnson & Johnson presentó su solicitud formal y el paquete de datos a la Organización Mundial de la Salud para una Lista de Uso de Emergencia (LUE); un LUE es un requisito para participar en el COVAX. Johnson & Johnson prevé proporcionar hasta 500 millones de dosis hasta 2022 al mecanismo COVAX.
El 25 de febrero de 2021, Baréin autorizó la vacuna para uso de emergencia.
El 26 de febrero de 2021, el Ministerio de Seguridad de los Alimentos y Medicamentos de Corea del Sur inició una revisión de la solicitud de Johnson & Johnson para la aprobación de su vacuna.
A fines de noviembre de 2020, Johnson & Johnson presentó una solicitud de revisión continua a Health Canada para la aprobación de su vacuna. El gobierno canadiense ha realizado un pedido a Johnson & Johnson por 10 millones de dosis, con la opción de comprar hasta 28 millones de dosis adicionales; el 5 de marzo, la vacuna se convirtió en la cuarta en recibir la aprobación de Health Canada.
En febrero de 2021, la vacuna recibió autorización de emergencia en Sudáfrica.
El 26 de marzo de 2021, el regulador colombiano de alimentos y medicamentos INVIMA aprobó el uso de emergencia de la vacuna COVID-19 de Johnson & Johnson.
El 10 de junio de 2021, la vacuna recibió la autorización de emergencia en Chile, aprobada por el Instituto de Salud Pública de Chile, la que llegará al país mediante el mecanismo de cooperación internacional COVAX.

## Despliegue e impacto
Dado que la vacuna de Johnson & Johnson es de una sola dosis y tiene un costo menor, se espera que desempeñe un papel importante en los países de ingresos bajos y medianos. Con menores costos y menores requisitos de almacenamiento y distribución en comparación con las vacunas contra la COVID-19 de Pfizer y Moderna, la vacuna Johnson & Johnson se transportará, almacenará y administrará más fácilmente. El ministro de salud sudafricano, Zweli Mkhize, anunció el 9 de febrero de 2021 que el país vendería o canjearía su millón de dosis de la vacuna de AstraZeneca. Una vez que lo hizo, Sudáfrica comenzó a vacunar con la vacuna de Johnson & Johnson el 17 de febrero de 2021, marcando el primer uso de la vacuna fuera de un ensayo clínico.

## Preocupaciones religiosas
La Conferencia de los Obispos Católicos de Estados Unidos expresó en 2021 su preocupación por la vacuna, porque la línea celular Per.C6, que se utiliza en el desarrollo y la producción, se derivó originalmente de un feto abortado electivamente en 1985. Sin embargo, el uso de tejido fetal en el desarrollo de vacunas se volvió común desde la década de 1930, especialmente con las vacunas basadas en células. Las células que se utilizan para las vacunas contra la COVID-19 en la actualidad se extraen de miles de generaciones de su material de origen y no contienen tejido fetal. El Vaticano publicó una nota aprobada por el papa Francisco, declarando que: "[...] todas las vacunas [contra la COVID-19] reconocidas como clínicamente seguras y efectivas pueden usarse con buena conciencia [...]".